# 伊黒正次
伊黒 正次（いぐろ まさじ、1913年5月14日 - 2000年10月4日）は、1930年代に活躍した元スキージャンプ選手。

## 人物
山形県生まれで、7歳の時小樽の伊黒家に養子入りする。旧姓は松宮。旧制小樽中学（現：北海道小樽潮陵高等学校）-北海道帝国大学（現：北海道大学）から札幌鉄道局（札鉄、のち札幌鉄道管理局）。安達五郎は旧制小樽中学の同期生である。
1936年ガルミッシュ・パルテンキルヘンオリンピックに出場し、ジャンプ競技で7位入賞を果たす（当時は入賞は6位までだったため、入賞はならなかった）。
1938年（昭和13年）のノルディックスキー世界選手権大会（フィンランド・ラハティ）で10位。
1940年札幌オリンピックが幻に終わったことを機に札鉄を退職して茨城県の日立製作所に転職、一時競技を離れた。しかし、翌1941年（昭和16年）の第19回全日本スキー選手権で（1933年第11回、1934年第12回、1937年第15回に次いで）自身4回目の優勝を果たした。雪の無い茨城でひたすらイメージトレーニングを行って優勝につなげたという。
また、大倉シャンツェ建設記念ジャンプ大会は通算4回優勝している。
1950年（昭和25年）に後楽園球場（東京・文京区）に特設ジャンプ台を設置して全日本選抜スキージャンプ大会が開催された際には、ジャンプ台の設計に携わっている。
引退後、1960年（昭和35年）から1964年（昭和39年）まで全日本スキー連盟専務理事、1964年（昭和34年）から1971年（昭和46年）まで副会長を務め、1972年札幌オリンピックでは大会準備に携わり、国会での質疑でも答弁している。
2000年（平成12年）10月4日、肺炎のため死去。87歳没。

## 著書
- 日本スキー意外史 ＝わが師わが友＝ スキージャーナル社刊、1977年発行

## 註
1. 1 2  北海道新聞1976年12月～1月夕刊連載　”人脈北海道”ウインタースポーツ編
2. ↑  参加できなかった二つの招待スキー大会 臨床検査 52巻7号
3. ↑  “連載5　記録に見る日本のスキー競技史”.   全日本スキー連盟 (2008年8月21日). 2025年2月1日閲覧。
4. ↑  体育振興に関する特別委員会 オリンピック冬季札幌大会準備等に関する小委員会 第1号 第52回国会議事録
5. ↑  訃報 日刊スポーツ